# Passages (Film)
Passages ist ein Beziehungsdrama von Ira Sachs mit Franz Rogowski, Ben Whishaw und Adèle Exarchopoulos in den Hauptrollen. In dem Film beginnt ein Mann, der seit vielen Jahren in einer schwulen Beziehung lebt, mit einer Frau eine Liaison, woraufhin sich die beiden Männer trennen. Der betrogene Partner wiederum verabredet sich seinerseits mit einem anderen Mann.
Der Film feierte im Januar 2023 beim Sundance Film Festival seine Premiere und wurde im Februar 2023 im Rahmen der Internationalen Filmfestspiele Berlin erstmals in Deutschland gezeigt. Der Kinostart in Deutschland erfolgte Ende August 2023.

## Handlung
Der deutsche Filmemacher Tomas lebt seit fünfzehn Jahren in Paris in einer Beziehung mit dem Briten Martin, der als Grafikdesigner arbeitet. Sie haben geheiratet.
Als Tomas gemeinsam mit seiner Filmcrew das Drehende seines neusten Films Passages in einem Club feiert, macht er die Bekanntschaft von Agathe, die gerade ihren Freund verlassen hat. Er verbringt die Nacht bei ihr und sie schlafen miteinander. Als Tomas am nächsten Morgen zu Hause in ihrer gemeinsamen Wohnung auftaucht und seinem Mann seine Untreue gesteht, kocht Martin weiter Tee und sagt ihm, dass sie später darüber sprechen werden. Tomas chattet fortan mit Agathe und gesteht ihr, dass er sich in sie verliebt hat. Die beiden beginnen eine Liaison und Tomas und Martin trennen sich.
Tomas ist bei Agathe eingezogen. Um sich an Tomas zu rächen, fängt Martin an, sich mit dem Romanautor Amad zu verabreden. Tomas ist jedoch viel zu besitzergreifend und eifersüchtig, um Martin einfach so loszulassen. Er beginnt, unangemeldet in Martins Wohnung aufzutauchen.

## Produktion

### Filmstab, Besetzung und Synchronisation
Regie führte der US-Amerikaner Ira Sachs, der gemeinsam mit Mauricio Zacharias auch das Drehbuch schrieb. Zusammen arbeiteten sie bereits für das Drehbuch von Sachs’ Keep the Lights On. Nach eigenen Aussagen kam dem Regisseur während der Coronavirus-Pandemie die Idee, einen Film über Intimität zu drehen.
| Darsteller           | Synchronsprecher   | Rolle                |
| -------------------- | ------------------ | -------------------- |
| Franz Rogowski       | Franz Rogowski     | Tomas Freiburg       |
| Ben Whishaw          | Tobias Nath        | Martin               |
| Adèle Exarchopoulos  | Maximiliane Häcke  | Agathe               |
| Caroline Chaniolleau | Christin Marquitan | Agathes Mutter Edith |
| Erwan Kepoa Falé     | Tobias Schmitz     | Amad                 |
| William Nadylam      | Tim Moeseritz      | Clément              |
| Arcadi Radeff        | Patrik Cieslik     | Dimo                 |
| Anton Salachas       | Theodor Prahl      | Elias                |
| Léa Boublil          | Flavia Vinzens     | Erica                |

Tomas und Martin, die beiden Männer, die seit fünfzehn Jahren in einer Beziehung leben, werden von dem Deutschen Franz Rogowski und dem Briten Ben Whishaw gespielt. Die Französin Adèle Exarchopoulos ist in der Rolle von Agathe zu sehen, mit der Tomas eine Affäre beginnt. Olivier Rabourdin spielt deren Vater und Caroline Chaniolleau deren Mutter. Erwan Kepoa Falé ist in der Rolle von Amad zu sehen, mit dem Martin etwas anfängt, nachdem er und Tomas nicht mehr zusammenwohnen.
Rogowski erklärte zu seiner Mitarbeit in dem Film: „Der Grund, warum ich das Projekt machen wollte, war einfach, weil Iras Filme mich inspirieren, weil sie nicht nur von Menschen und menschlichen Kämpfen im Leben handeln, sondern auch von einer Person, die nach einer Sprache sucht über das Leben zu sprechen und etwas zu finden, das einen diese einzigartige Sache spüren lässt, die wir Energie oder Leben oder Liebe nennen.“
Die deutsche Synchronisation entstand nach einem Dialogbuch von Sophie Decker und der Dialogregie von Ulrike von Lenski im Auftrag der K13 Studios Berlin GmbH.

### Dreharbeiten und Filmschnitt
Die Dreharbeiten wurden Mitte November 2021 begonnen und fanden in Paris statt. Als Kamerafrau fungierte die Kanadierin Josée Deshaies, die in der Vergangenheit häufiger für Bertrand Bonello tätig war, und als Filmeditorin die Französin Sophie Reine, mit der Sachs bereits für seinen Film Frankie zusammenarbeitete.

### Veröffentlichung
Der Film feierte am 23. Januar 2023 beim Sundance Film Festival seine Premiere. Am 20. Februar 2023 wurde Passages im Rahmen der Internationalen Filmfestspiele Berlin in der Nebensektion Panorama erstmals in Deutschland gezeigt. Die Verwertungsrechte für die USA, Lateinamerika, das Vereinigte Königreich und Irland sicherte sich der Streamingdienst Mubi. Ende April 2023 wurde Passages beim Atlanta Film Festival gezeigt. Anfang Mai 2023 wurde er beim Chicago Critics Film Fest gezeigt und hiernach beim Seattle International Film Festival und beim Inside Out Toronto 2SLGBTQ+ Film Festival. Im Juni 2023 wird der Film beim Sydney Film Festival und beim Champs-Elysées Film Festival gezeigt. Im Juli 2023 erfolgten Vorstellungen beim Internationalen Filmfestival Karlovy Vary und beim Sundance Film Festival: London und im August 2023 beim Edinburgh International Film Festival. Am 4. August 2023 kam er in ausgewählte US-Kinos vor einem landesweiten Start am 11. August 2023. Der Kinostart in Deutschland erfolgte am 31. August 2023. Ende Juli und Anfang August 2023 wurde Passages im Rahmen des New Zealand International Film Festivals gezeigt. Ende September, Anfang Oktober 2023 wurde der Film beim Zurich Film Festival gezeigt. Ende Oktober 2023 wurde er beim Tokyo International Film Festival gezeigt.

## Rezeption

### Altersfreigabe und Kritiken
In Deutschland wurde der Film von der FSK ab 16 Jahren freigegeben. In der Freigabebegründung heißt es, die Geschichte über Freiheitsdrang, Egoismus und moralische Implikationen sei überwiegend ruhig, nah an den Figuren mit differenzierten Charakterzeichnungen und deren Alltagswelt inszeniert. Jugendliche ab 16 Jahren seien aufgrund ihres Entwicklungsstands in der Lage, die mehrfachen freizügigen Darstellungen von Nacktheit und Sex in den erzählerischen Kontext einzuordnen und zu verarbeiten. In den USA wurde der Film von der Motion Picture Association als NC-17 eingestuft, der höchsten vergebenen Altersempfehlung, die Filmen vorbehalten ist, bei denen Eltern wohl nicht wollten, dass ihre Kinder unter 18 Jahren sie sehen. Sachs bezeichnete diese Einstufung als „cultural censorship“.
In einer Kritikerumfrage des Online-Filmmagazins IndieWire nach dem Sundance Film Festival landete der Film auf dem siebten Platz. Von den bei Rotten Tomatoes aufgeführten Kritiken sind 95 Prozent positiv bei einer durchschnittlichen Bewertung mit 8 von 10 möglichen Punkten. Auf Metacritic erhielt der Film einen Metascore von 80 von 100 möglichen Punkten.

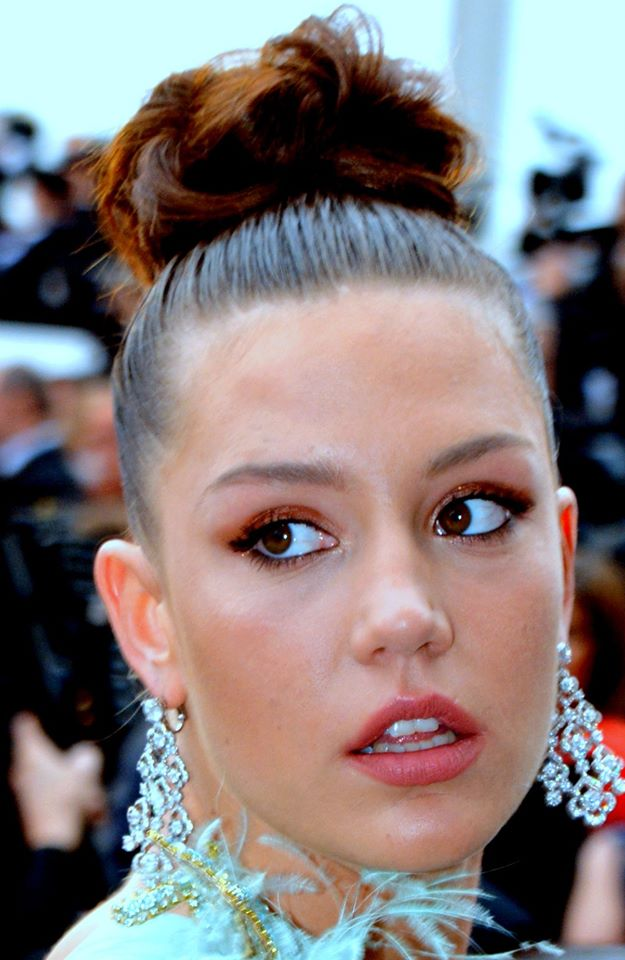
Adèle Exarchopoulos spielt Agathe

Jonathan Romney von screendaily.com schreibt in seiner Kritik, dem französischen Kino mangele es nicht an komplexen, vielschichtigen Beziehungsdramen, und Passages  zeige, wie es Ira Sachs gelingt, mit müheloser Leichtigkeit in diese Tradition zu schlüpfen. Die drei Hauptdarsteller seien wunderbar aufeinander abgestimmt, obwohl Adèle Exarchopoulos’ Agathe trotz ihrer vielschichtigen Darbietung nicht so fokussiert hervortrete wie die beiden Männer. Ben Whishaws nuancierte Darstellung in der Rolle des nachdenklichen Martin, der seine Wut zurückhält, sei gekonnt, während Franz Rogowski seinen Partner Tomas als einen ungestümen Narzissten mit fehlender Selbstwahrnehmung spiele, wobei Khadija Zeggaïs Kostümdesign seine Figur als eine Art Clubland-Fassbinder des 21. Jahrhunderts unterstreiche.
Benjamin Lee vom Guardian vergleicht den von Rogowski gespielten Tomas mit dem Schneider Reynolds Woodcock aus Paul Thomas Andersons Film Der seidene Faden, der besessen von seiner eigenen Arbeit ist und sich rücksichtslos gegenüber seinen Liebhabern verhält. Tomas bewege sich zwischen Martin und Agathe hin und her und krieche in das Bett, das ihm gerade am wärmsten erscheint, während beide seiner Partner sein destruktives Verhalten über sich ergehen lassen. Auch Schattierungen von The Souvenir von Joanna Hogg erkennt Lee im Film, bei dem man in ähnlicher Weise mitansehen konnte, wie kluge Menschen dumme Entscheidungen in ihren Beziehungen treffen.
Jon Frosch von The Hollywood Reporter bemerkt in seiner Kritik, jeder, der die Augen verdrehe oder weit aufreiße, wenn er sieht, wie sich zwei intelligente, attraktive Menschen von einem absoluten Arschloch herumzerren lassen, habe noch nicht auf die Welt um sich herum geachtet, in der solche Dinge jedem passieren können. Diese Geschichte sei so universell, dass der Film genauso gut eine Triggerwarnung enthalten könnte. Sachs’ Interesse bestehe weniger darin, die Frage zu beantworten, ob Tomas ein Soziopath ist oder einfach nur impulsiv, sondern das Chaos und den Schaden aufzuzeigen, die er hinterlassen hat. Passages sei ein hervorragend gespieltes Porträt, in dem der bittersüße Humanismus und die sanfte Melancholie von Sachs’ Love Is Strange und Little Men über weite Strecken ebenso fehlten wie der beständige Optimismus von Keep the Lights On.
Peter Debruge von Variety sieht in Passages einen passenden Begleitfilm zu Keep the Lights On und schreibt, Tomas sei mehr als nur ein Narzisst, er sei ein grenzwertiger Soziopath, der lügt und manipuliert, um zu bekommen, was er will. Auch seine Persönlichkeit hinterlasse eine Spur der Verwüstung. Sachs sei hervorragend darin, heikle, unangenehme Situationen zu beleuchten, und er gehe mit allen drei Hauptfiguren des Films fair um, sodass der Zuschauer selbst entscheiden kann, mit welchem er sich identifizieren will.
Elena Lazic schreibt im Online-Filmmagazin Cineuropa, wenn Sachs’ letzter Film Frankie und seine früheren Werke an das Kino von Éric Rohmer erinnerten, dann erinnere Passages mit seinem sardonischeren Realismus an das von Maurice Pialat. Dieser Stil passe wie angegossen zu Sachs’ emotionaler Intelligenz, zu seinem Auge für dramatische Spannungen im Alltag und seinem Sinn für Humor, so Lazic. Was eine banale Sittenkomödie über Menschen hätte werden können, die mit unterschiedlichen Lebensentwürfen experimentieren, entpuppe sich als bittersüße Geschichte über große Hoffnungen, großartigen Sex, schmerzhafte Enttäuschungen und Entscheidungsschwierigkeiten. In den Händen eines weniger guten Filmemachers hätte die Geschichte leicht zu einem billigen Melodrama geraten können; doch Passages sei einer der bislang besten Filme von Sachs geworden.

### Auszeichnungen
In der Liste mit den besten Filmen des Jahres 2023 des British Film Institute, die auf einer Umfrage unter den angesehensten Filmkritiker weltweit basiert, landete Passages auf Platz 7. Bei den British Academy Film Awards 2024 gelangte Ben Whishaw in eine Longlist als bester Nebendarsteller. Im Rahmen der Golden Tomato Awards ging er als Drittplatzierter unter den besten Liebesfilmen des Jahres 2023 hervor. Im Folgenden eine Auswahl von weiteren Nominierungen und Auszeichnungen.
Florida Film Critics’ Circle Awards 2023
- Auszeichnung als Bester Hauptdarsteller des Jahres (Franz Rogowski)[36]

Gotham Awards 2023
- Nominierung als Bester Film (Ira Sachs, Saïd Ben Saïd und Michel Merkt)
- Nominierung für die Beste Hauptrolle (Franz Rogowski)

Independent Spirit Awards 2024
- Nominierung als Bester Film
- Nominierung für die Beste Regie (Ira Sachs)
- Nominierung für die Beste Hauptrolle (Franz Rogowski)
- Nominierung für die Beste Nebenrolle (Ben Whishaw)[37]

Internationale Filmfestspiele Berlin 2023
- Nominierung für den Panorama Publikumspreis (Ira Sachs)
- Nominierung für den Teddy Award als Bester Spielfilm[38]

New York Film Critics Circle Awards 2023
- Auszeichnung als Bester Hauptdarsteller (Franz Rogowski)

Satellite Awards 2023
- Nominierung als Bester Schauspieler – Spielfilm (Franz Rogowski)[39]